# Называевск
Называ́евск — город в России, административный центр Называевского района Омской области.

## География
Называевск расположен на западе Омской области в пределах Ишимской равнины, являющейся частью Западно-Сибирской равнины. Вследствие небольшого уклона местности территория слабо дренирована. К югу от города расположены болота Давыдовское и Рыбалово, к западу небольшое озеро без названия, к северу — болото Платоновское. Практически на две равные половины город разделяет железнодорожная линия Тюмень-Омск Западно-Сибирской железной дороги.
По автомобильным дорогам расстояние до областного центра города Омск составляет около 210 км. Узел автомобильных дорог на Тюкалинск (79 км), Крутинку (55 км) и Исилькуль (80 км).
Площадь населенного пункта составляет 68,7 квадратных километров.
Климат
Климат резко континентальный, со значительными перепадами температур зимой и летом (согласно классификации климатов Кёппена — влажный континентальный с прохладным летом (Dfb)). Многолетняя норма осадков — 397 мм. Наибольшее количество осадков выпадает в июле — 67 мм, наименьшее в марте — 13 мм. Среднегодовая температура −0,8 °С.
Часовой пояс
Называевск, как и вся Омская область, находится в часовой зоне МСК+3. Смещение применяемого времени относительно UTC составляет +6:00.

## История
Основан в 1910 году как пристанционный посёлок Сибирский посад при железнодорожной станции Называевская на железнодорожной линии Тюмень — Куломзино Транссибирской магистрали.
Первые строители будущей железнодорожной станции стали прибывать в села Называиха и Ново-Воскресенка, а также в деревню Лебедки зимой 1909-1910 годов. В марте 1910 года рабочие свезли на санях лес к заимке лебедковского крестьянина, стоявшего на месте нынешнего районного узла связи и поставили бараки. С этих жилых строений началась история города Называевска.
В 1910 — 1913 годах был построен вокзал, паровозное депо, водонапорная башня, контора дистанции пути и товарный дом, уложено полотно железной дороги и рельсы. Для железнодорожников по обеим сторонам линии возвели стандартные кирпичные дома на несколько семей каждый. В Называевской появились медицинская амбулатория, начальная школа и полицейский участок.
Росту пристанционного посёлка способствовало его выгодное экономико-географическое положение, на станции пересекалась с гужевыми путями.
В 1913 году по линии началось движение составов.
Разъезд, а затем станция получила название по находившейся в 12 верстах деревни Называиха. В 1913 году открыт склад сельскохозяйственных орудий и машин Переселенческого управления.
К началу Первой Мировой войны станция Называевская стала торгово-экономическим центром обширного сельскохозяйственного района, по площади значительно превышавшего территорию современного Называевского административного района.
Одновременно с торгово-экономическим ростом быстрыми темпами возрастала численность населения поселка. Среди основателей Называевска преобладали молодые, полные жизненных сил и энергии люди.
До революции 1917 года в поселке успели построить церковь, и поэтому записи о бракосочетании, рождении детей и смертях первых называевцев можно найти в метрических книгах храма в честь воскресения Христова, в чей приход входил новый населенный пункт. Храм стоял в селе Ново-Воскресенка, в 5 верстах от станции. Он был разрушен примерно в 1949-1950 годах. В 1917 году в поселке при станции Называевской проживало 2632 человека.
После 1917 года селение Сибирское.
В 1918 году было занято Чехословацким корпусом.
В июне 1918 года в Называевскую вступили части мятежного Чехословацкого корпуса и отряд казаков. Население поселка созвали на митинг, где было объявлено о свержении Советской власти. В поселке был утвержден орган местного самоуправления – Земская управа, по предложению которой пристанционный поселок получил название – Сибирский посад. В 1919 году Советская власть в поселке была восстановлена.
Летом 1919 года взято красными.
В 1924 году поселок вступил в новый период своей истории. В результате административно-территориальных преобразований он стал центром Называевского района. К этому времени в поселке насчитывалось 2725 человек.
В 1932 году здесь началось издание местной газеты.
В 1933 году районный центр Сибирский посад был переименован в село Ново-Называевка.
В 1947 году село Ново-Называевка по основным показателям экономического и демографического развития было преобразовано в рабочий посёлок Новоназываевка, с населением в 10000 человек.
С 1950-х годов в Называевске, как и во всех регионах страны начался бурный рост промышленности, сельского хозяйства, стабилизировалась социальная сфера. Расширяют свою деятельность мясокомбинат, кожевенный завод, маслозавод, трикотажная фабрика, элеватор, нефтебаза, кирпичный завод.
В 1950  — 1987 годах в результате государственной политики по укрупнению колхозов и совхозов были признаны неперспективными и прекратили свое существование свыше 20 сельских населенных пунктов Называевского района.
С 1956 года — город Называевск. 
Инициатива преобразования поселка Ново-Называевка в город принадлежит первому секретарю райкома КПСС П.Ф. Уткину, председателю райисполкома Ф.Н. Ремезу и председателю поселкового Совета И.Ф. Бегме. После составления подробной докладной записки об основных показателях экономического и демографического развития райцентра в 1956 году Указом Президиума Верховного Совета Российской Федерации от 25 января рабочий поселок Ново-Называевка получил статус города и был переименован в Называевск.
В молодом городе с 1956 по 1959 годы построили свыше 400 индивидуальных жилых домов, появились первые двухэтажные дома.
В 1956 году был электрифицирован участок железной дороги Омск-Называевская, после чего был полностью электрифицирован и город Называевск.
В 1959 году Называевск стал городом областного подчинения.
По состоянию на начало 1974 года здесь действовали предприятия по обслуживанию железнодорожного транспорта, молокозавод, мясокомбинат и трикотажная фабрика.
В 1989 году основой экономики являлись предприятия пищевой и лёгкой промышленности.
В 1990-е годы район вместе со всей страной переживает глубокий социально-экономический кризис. В результате, в районе значительно сократилось поголовье скота, пришли в упадок многие предприятия. 
В начале 1991 года в Называевском районе возникли первые крестьянско-фермерские хозяйства, частное предпринимательство. 
В 1991 — 1996 годах произошли изменения в системе местных органов власти. 30 ноября 1991 года была приостановлена деятельность горисполкома, а затем создана Администрация района. В первые месяцы 1992 года формировались комитеты и отделы Администрации района, принят Устав района. Положительным фактором в экономике Называевского района в 1997 — 1998 годах стала его газификация.
В 2010 году город отпраздновал свой 100-летний юбилей. В этом же году был проведён спортивно-культурный праздник «Королева спорта — Называевск —2010».
В 2022 году город пострадал от лесных пожаров. 

## Городское поселение
Статус и границы городского поселения установлены Законом Омской области от 30 июля 2004 года № 548-ОЗ «О границах и статусе муниципальных образований Омской области».

## Население
| 1939    | 1959    | 1967    | 1970    | 1979    | 1989    | 1992    | 1996    | 1998    |
| ------- | ------- | ------- | ------- | ------- | ------- | ------- | ------- | ------- |
| 10 200  | ↗16 494 | ↘16 000 | ↘15 792 | ↘14 164 | ↗14 416 | ↘14 400 | ↘14 300 | ↘13 900 |
| 2000    | 2001    | 2002    | 2003    | 2005    | 2006    | 2007    | 2008    | 2009    |
| ↘13 700 | ↘13 300 | ↘13 012 | ↘13 000 | ↘12 800 | ↘12 600 | ↘12 400 | ↘12 300 | ↘12 229 |
| 2010    | 2011    | 2012    | 2013    | 2014    | 2015    | 2016    | 2017    | 2018    |
| ↘11 615 | ↘11 597 | ↘11 513 | ↘11 481 | ↘11 471 | ↘11 382 | ↘11 332 | ↘11 249 | ↘11 101 |
| 2019    | 2020    | 2021    | 2023    |         |         |         |         |         |
| ↘10 936 | ↘10 865 | ↘10 434 | ↘10 236 |         |         |         |         |         |

На 1 января 2025 года по численности населения город находился на 899-м месте из 1124 городов Российской Федерации.
Численность населения города на 1959 год составляла 16,5 тыс. человек. Рост численности населения наблюдался до 1966 года. В 1970 - 1989 годах численность населения Называевского района постоянно уменьшалась как в городе, так и сельской местности. Жители Называевска выезжали в основном за пределы района и области. Селяне прибывали в райцентр, чем несколько смягчали в нем демографический кризис, но чаще также покидали территорию района.

## Образование
В городе действует Называевский аграрно-индустриальный техникум (с 1954 года — школа механизации, позднее Профессиональное училище № 33)
Важную роль в подготовке кадров для армии и народного хозяйства играет автошкола ДОСААФ (РОСТО). Она была открыта в 1954 году в качестве автомотоклуба, а в 1974 году переименована в автошколу.
В 2002 году была проведена реорганизация основной общеобразовательной школы №3 в гимназию города Называевска. В 2007 году в рамках развития национальных проектов в центре города было построено новое здание гимназии на 600 мест.
2 общеобразовательные школы: Школа № 1, Школа № 4.
4 детских сада: Детский сад №1, Детский сад № 2, Детский сад № 3, Детский сад № 4.
Учреждение дополнительного образования  «Называевская детская школа искусств».

## Культура
Культурную сферу в жизни города представляет Называевский районный дворец культуры, построенный в 2010 году в рамках развития национальных проектов. Дворец культуры организовывает праздничные концерты, народные гулянья, концерты профессиональных и самодеятельных творческих коллективов. Здесь работают различного рода деятельности коллективы: музыкальные, танцевальные, театральные, литературные, детские кружки и студии. Называевский дворец культуры составляет культурную основу для города.
25 ноября 2017 года в городе был открыт новый модернизированный кинотеатр «Премьера». Кинотеатр был открыт по Всероссийской программе Фонда кино по модернизации кинотеатров, проводимая при поддержке Министерства культуры Российской Федерации. Киновидеоустановка позволяет демонстрировать фильмы как в обычном, так и в 3D-формате, а также использовать формат IMAX. 
8 мая 1995 года был открыт историко-краеведческий музей. В настоящее время Называевский историко-краеведческий музей является комплексным музеем, где наряду с этнографией создана и художественная коллекция, в которой представлены работы как профессиональных, так и самодеятельных художников Омской области и других регионов Российской Федерации. Ежегодно фонды музея пополняются на 350 – 400 предметов, которые поступают в музей как дар от посетителей, так и в результате музейных экспедиций по городу и району.
В городе действует централизованная библиотечная система, в состав которой входят 3 городских библиотеки.

## Достопримечательности
В 2001—2003 годах была построена на средства частного предпринимателя В.Е. Калиниченко часовня Святой Ольги.
Весной 2008 года в городе состоялась закладка нового храма между улицами Пушкина и Серова. Храм был возведен по проекту архитектора А.В. Семакина за три года. 9 апреля 2011 года было совершено малое освящение храма во имя святых благоверных князей Бориса и Глеба, возведенного в центре Называевска. 
Церковь Николая Чудотворца.
Памятники
Мемориал в память о погибших во время Великой Отечественной войны
Памятник Владимиру Ильичу Ленину.
Памятник на месте боя Красных партизан с белогвардейскими войсками.
Братская могила партизан.

## Здравоохранение
Медицинское обслуживание в городе представлено Называевской центральной районной больницей.
Стоматологические клиники
Аптеки

## Экономика
Бурный рост промышленности и сельского хозяйства в Называевске начался с 1950-х годов.
Современный Называевск — центр сельскохозяйственного района с промышленностью, направленной на переработку местного сырья (маслозавод, мясной комбинат с комбикормовым цехом и птицекомбинат с инкубаторным цехом).
В начале 21 века более стабильной стала ситуация в животноводстве. Местная промышленность представлена прежде всего такими предприятиями, как ОАО «Называевский мясокомбинат», Называевский гослесхоз, ГУ сельский лесхоз, АТП № 22, кирпичный завод, трикотажный цех «Олимп», ДРСУ, ХДСУ, база строительных материалов, действуют приемные пункты чёрных металлов (3 штуки). 
Для Называевска, как и для Называевского района огромное значение традиционно имеет деятельность на его территории Омского отделения Западно-Сибирской железной дороги.

## Транспорт
Железнодорожная станция Называевская Омского отделения Западно-Сибирской железной дороги
С автостанции города регулярно отправляются автобусы в Исилькуль, Тюкалинск, Утичье, Лески, Князево, Рыбье, Искру, Крутинку, Калмацкое, Старинку, Черняевку, Кисляки, Кабаново.
Внутригородской транспорт представлен автобусами и маршрутными такси.